# Eurydice longispina
Eurydice longispina är en kräftdjursart som beskrevs av Jones 1969. Eurydice longispina ingår i släktet Eurydice och familjen Cirolanidae. Inga underarter finns listade i Catalogue of Life.